# Cementerio Indígena de Caicaén
El Cementerio indígena de Caicaén (mapudungún, Caicaén: Lugar de chupones. Otra interpretación apunta a un derivado de Caiquén un ave de la zona) es un cementerio católico ubicado en la localidad de Caicaén en la comuna chilena de Calbuco en la Región de Los Lagos. Desde el año 2001 es considerado monumento nacional en la categoría de zona típica.

## Historia
En 1602, durante la destrucción de Osorno, un grupo de colonos y soldados españoles logra escapar gracias a la ayuda de indígenas de etnia huilliche que no se sumaron a la revuelta. Luego de estos hechos los condujeron por la selva valdiviana hasta la actual comuna de Calbuco, donde los españoles pudieron construir un fuerte y mantener una población permanente por los siguientes siglos. En agradecimiento por sus servicios, los indígenas que colaboraron en la fuga y sus descendientes pasaron a ser indios libres no sujetos a la encomienda y considerados como soldados de la corona española financiados por el Real situado. Así mismo, se les entregaron las tierras del sector de Caicaén como lugar de asentamiento, donde procedieron a construir una capilla y un cementerio adjunto.
La capilla ha sido destruida y reconstruida en diversas ocasiones en el mismo lugar, mientras que el cementerio sigue siendo utilizado en su ubicación original. Como ejemplo del sincretismo huilliche-católico, las tumbas de los adultos están orientadas en dirección oeste, debido a que miran el atardecer, mientras que las de los niños están en dirección este, ya que deben mirar hacia el amanecer.
Desde el año 2001 se considera zona típica protegida por el Consejo de Monumentos Nacionales.